# جميل داري
جميل حسين إبراهيم يعرف عمومًا بـجميل داري (1953) شاعر وناقد أدبي وكاتب مقالات سوري. ولد في عامودا. مجاز في اللغة العربية من جامعة حلب عام 1978. عمل مدرّسًا للغة العربية. انتقل إلى الإمارات العربية في 1996. يعد أحد أبرز شعراء جيل الثمانينات في سوريا. يكتب الشعر بنوعيه العمودي والتفعيلي وفي التفعيلة ينوّع في الروي والقافية، وتتنوع قصائده في درجات الجودة. له عدة دواوين شعرية.

## سيرته
ولد جميل حسين إبراهيم في عامودا سنة 1373 هـ/ 1953 في عائلة كُردية. حصل على الليسانس في اللغة العربية من جامعة حلب عام 1978. عمل مدرّسًا للغة العربية منذ 1980 في بلده حتى انتقل للعمل إلى الإمارات العربية المتحدة في 1996.

## مهنته الأدبية
نضجت موهبته الشعرية في المرحلة الجامعية. كتب الشعر والمقالة الأدبية منذ أواخر السبعينيات ونشر إنتاجه في المجلات والصحف السورية والعربية. كتب القصيدة النثرية ثم تركها. وركز على الشعر العمودي والتفعيلي.  

قال عن بدايته في الشعر، «اكتشفت موهبتي الشّعرية بوضوح منذ المرحلة الإعداديّة، حيث تعرّفت إلى شعر محمود درويش وآخرين، ثمّ تعمقت الموهبة في المرحلة الثانويّة، حيث كان مقرّرا علينا مجموعة نصوص لشعراء من عصور مختلفة، وقد قمت بمعارضة قصيدة مالك بن الريب في رثاء نفسه».  وصرّح نفسه أنه ينقسم القراء لأشعاره إلى فريقين: «فريق يراني شاعرا حقيقيا غنيا باللغة والصور والموهبة، وفريق يطردني من جنة الشعر ويعتبرني تقليديا عازفا على دربكة الخليل بن أحمد الفراهيدي،»

وفي بدايات عمله مدرسًا للعربية في عامودا كان يعمل "شيخاً للشعر، ولي مريدون من الطلاب، وبعضهم تمرّد عليّ وذهب إلى الشعر النثري متّهما إياي بالشيخ المحافظ على الأصول والتقليد." وكان من ضمن مجموعة من الشعراء "نلتقي بشكل شبه يومي في البيوت والمقاهي والأمسيات مثل
محمد نور الحسيني ومحمد عفيف الحسيني ويونس الحكيم ومنير دباغ ودحام عبد الفتاح." 

## مؤلفاته
من دواوينه الشعرية:
- السفر إلى عينيك بعد المنفى، 1984
- إن القرى لم تنتظر شهداءها، 1993
- ظلالُ الكلامِ، 1995
- حرائق، 2014
- اشتعالات، 2015

## وصلات خارجية
- في أرشيف المجلات